# قصير الغلالة الأكمد

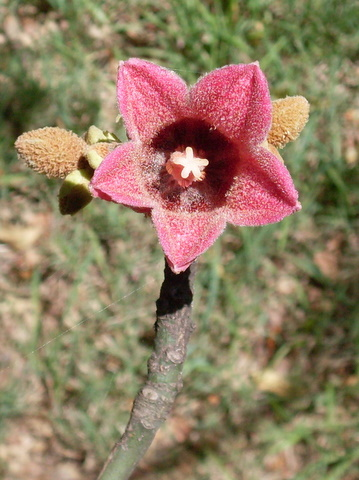

قصير الغِلالة الأكمد (الاسم العلمي: Brachychiton  discolor)، هو نبات ينتمي إلى خبازية (فصيلة: Malvaceae).